# K276
K276은 대한민국이 개발한 날개안정분리철갑탄(APFSDS)이다. 120mm 44구경장 활강포에서 쓰이며, K277 대전차고폭탄(HEAT-MP-T)과 함께 K1A1 전차에서 사용되는 포탄이다.

## 제원
- 구경 : 120mm
- 관통자무게 : 7.35kg
- 관통자길이 : 703.6mm
- 유효관통자 : 600mm
- 관통력 (2km) : 600mm 이상[1]
- 포구속도 : 1700m/s

## 같이 보기
- K1A1 전차
- K279
- M829
- JM-33
- DM-53